# Jammenahalli, Chitradurga
Jammenahalli là một làng thuộc tehsil Chitradurga, huyện Chitradurga, bang Karnataka, Ấn Độ.